# Complextro
Complextro – podgatunek muzyki electro house o mocno elektronicznym brzmieniu, wywodzący się głównie z muzyki French house. Complextro charakteryzuje się często przerywaną, nieregularną linią basową oraz występowaniem wielu rodzajów dźwięków w krótkim odstępie czasu. Często dodaje się do niego odgłosy z gier wideo oraz tzw. chiptune. Pierwszy raz terminu "complex electro" użył Porter Robinson w celu opisania muzyki, którą tworzy. Obecnie complextro jest coraz bardziej popularne i bardzo często jest łączone z muzyką dubstep ze względu na podobne brzmienie.
Za prekursorów tego gatunku uważa się takie grupy jak Justice, Daft Punk oraz SebastiAn. Inni znani twórcy tej muzyki to m.in. deadmau5, Skrillex, Madeon, Wolfgang Gartner, Knife Party, Far Too Loud (utwór Drop The Bomb), Crookers oraz Digitalism.
Producenci z Brazylii tacy jak Dirtyloud i Felguk stworzyli swój własny styl Complextro naśladowany na całym świecie.